# Mancoa bracteata
Mancoa bracteata là một loài thực vật có hoa trong họ Cải. Loài này được (S. Watson) Rollins mô tả khoa học đầu tiên năm 1941.